# مرض المثانة
مرض المثانة أو مرض المثانة البولية ويتضمن التهاب المثانة وتمزق المثانة وانسداد المثانة (الاندحاس). من الشائع حدوث التهاب المثانة، حيثُ يشار إليه أحيانًا باسم عدوى المسالك البولية والذي يحدث بسبب البكتيريا، أما تمزق المثانة فيحدث عندما تمتلئ المثانة بشكلٍ مُفرط ولا يتم إفراغها، أما اندحاس المثانة فيكون نتيجةً لتشكل خثرة دموية بالقرب من مخرج المثانة.

## التهاب المثانة
التهاب المثانة (Cystitis) هو التهاب في المثانة البولية، ويحدث بسبب عددٍ من متلازمات معروفة. يُعتبر أكثر العدواى البكتيرية شيوعًا، وفي هذه الحالة يُسمى عدوى المجرى البولي.

## صدمة مثانية
قد يحدث تمزق المثانة بسبب فرط امتلاء المثانة وعدم إفراغها، وقد يحدث في حالة شراهة شرب الكحوليات حيث يتناول الأشخاص كمياتٍ كبيرة من السوائل، ولكنهم لا يدركون الحاجة إلى التبول بسبب حالة الذهول لديهم. هذه الحالة نادرة جدًا عند النساء، لكنها قد تحدث. تترافق مع مجموعةٍ من العلامات والأعراض وتشمل ألم موضعي ويوريمية (التسمم الناجم عن النفايات الممتصة).
- صورة بالموجات فوق الصوتية لمثانة ممزقة - الأسبوع1[6]
- صورة بالموجات فوق الصوتية لمثانة ممزقة - الأسبوع2[6]

## اندحاس مثاني
الاندحاس المثاني هو انسدادٌ في مخرج المثانة بسبب تكون خثرةٍ دموية ثقيلة داخله. عادةً ما يتطلب تدخلًا جراحيًا. يحدث النزيف الشديد عادةٍ بسبب سرطان المثانة.